# Oobius depressus
Oobius depressus (лат.) — вид мелких хальцидоидных наездников рода Oobius из семейства Encyrtidae.

## Распространение
США (Иллинойс, Мичиган).

## Описание
Микроскопического размера наездники, длина самок 1,2 мм, тело уплощённое, чёрное, блестящее. Паразитоиды яиц таких опасных вредителей, как древесные жуки (усач Megacyllene robiniae из семейства Cerambycidae, повреждающий робинию ложноакациевую, известную в США как black locust tree).
Потенциальные агенты биологического контроля. Вид Oobius depressus был впервые описан в 1916 году американским энтомологом Александром Жироу (1884—1941) под первоначальным названием Habrolepoidea depressa  Girault, 1916 по материалам из штата Иллинойс (США). С 1981 года включён в состав рода Avetianella, в котором числился до начала XXI века, а с 2010 года включён в состав рода Oobius Trjapitzin, 1963.
Повторно O. depressus был обнаружен в штате Мичиган лишь спустя 100 лет в 2015 году гименоптерологом Сергеем Тряпицыным (директор музея UC Riverside Entomology Research Museum) вместе с коллегами из США.